# Nati nel 1050
| Questa pagina contiene informazioni ricavate automaticamente dalle voci biografiche con l'ausilio del template Bio e di un bot. L'aggiornamento è periodico e automatico e ricostruisce completamente la pagina. Se manca una persona in questa lista, sei pregato di non aggiungerla, ma accertati piuttosto che la sua voce biografica contenga il template Bio e che i dati anagrafici siano correttamente compilati. Se il template Bio manca, inseriscilo tu stesso o, in alternativa, metti l'avviso {{tmp\|Bio}} che ne segnala la mancanza. Se i dati riportati sono sbagliati, correggi direttamente la voce biografica; le modifiche saranno visibili in questa lista entro pochi giorni. Per chiarimenti vedi il progetto biografie. La lista contiene solo le 11 persone che sono citate nell'enciclopedia e per le quali è stato implementato correttamente il template Bio. Pagina aggiornata al 26 apr 2025. |

- 8 novembre - Svjatopolk II di Kiev, sovrano († 1113)
- 11 novembre - Enrico IV di Franconia, re († 1106)
- Bertoldo II di Zähringen, nobile tedesco († 1111)
- Warin di Metz, tedesco († 1115)
- Leopoldo II di Babenberg, nobile tedesco († 1095)
- Li Tang, pittore cinese († 1130)
- Olaf I di Danimarca, re danese († 1095)
- Roscellino di Compiègne, filosofo francese († 1120)
- Teofilatto di Ocrida, insegnante, scrittore e teologo bizantino
- Waltheof II di Northumbria, nobile inglese († 1076)
- Guglielmo Ugo I di Baux, sovrano francese († 1110)